# COUNTDOWN KANSAI
COUNTDOWN KANSAI（カウントダウンカンサイ）は、エフエム大阪（fm osaka）で1995年4月7日〜2002年3月29日の7年間、毎週金曜日の午後に放送されていたチャート番組である。通称、CDK。全放送回数は362回。
第1回放送の第1位はH Jungle with tの『WOW WAR TONIGHT 〜時には起こせよムーヴメント』、最終回の第1位は宇多田ヒカルの『光』。

## DJ
- 開始〜1996年3月29日 - ミチコ[注 1]
- 1996年4月5日〜1999年3月 - 矢口清治・川原ちかよ
- 1999年4月2日〜2000年12月22日 - 矢口清治・ひぐちのりこ
- 2001年4月〜終了 - 矢口清治・珠久美穂子

## 放送時間
7〜8時間の超ワイド番組で、放送時間をたっぷり使って100位からカウントダウンしていた。
- 開始〜1996年3月29日 - 13:00-20:00
- 1996年4月5日〜終了 - 12:00-20:00（16:00-16:30は木村拓哉のWhat's UP SMAP!を内包）

## 年間チャート1位
| 年度   | 曲名                   | 歌手名               | 脚注  |
| ------ | ---------------------- | -------------------- | ----- |
| 1996年 | アジアの純真           | PUFFY                | [ 3 ] |
| 1997年 | However                | GLAY                 | [ 4 ] |
| 1998年 | My Heart Will Go On    | Celine Dion          | [ 5 ] |
| 1999年 | First Love             | 宇多田ヒカル         | [ 6 ] |
| 2000年 | TSUNAMI                | サザンオールスターズ | [ 7 ] |
| 2001年 | Can You Keep A Secret? | 宇多田ヒカル         | [ 8 ] |

## COUNTDOWN KANSAI TOP40
COUNTDOWN KANSAI TOP40（カウントダウンカンサイトップフォーティー）は、エフエム大阪（fm osaka）で1995年11月頃から2002年3月31日まで毎週土曜日26:00-29:00（JST、日曜日2:00-5:00）に放送されていたラジオ番組である。通称はCDK TOP 40。

### 概要
当時同局で放送されていた『COUNTDOWN KANSAI』の姉妹番組として突然スタートした。開始当初は日曜26:30-29:00（月曜2:30-5:00）だったこともあり、時折送信所の保守を行なうため番組休止になったり、減力放送になったり短縮放送となったことがある。

### 内容
前述のCOUNTDOWN KANSAIのチャートを40位から1位まで放送するというだけのものだった。当初はDJのミチコが10曲ずつ紹介したあと、ノンストップで10曲流すというのを4回繰り返すだけで、CMは皆無であった。途中から、スタッフの「堂山」氏が放送に参加し、2人で局内の裏話など雑談を繰り広げることがあった。
1996年4月にaikoに交代したあとも基本フォーマットは受け継がれたが、次第に各種コーナーが挿入されるようになった。当番組の人気が次第に向上してくると、1998年4月から土曜深夜（日曜未明）に昇格した。aikoはこの番組のパーソナリティとして出演したことで大きく飛躍をとげ、番組自体も人気番組にのしあがった。

### パーソナリティ
- 1995年11月頃〜1996年3月31日 ミチコ
- 1996年4月7日〜2001年12月29日 aiko
- 2002年1月6日〜2002年3月31日 YOPPY（THE★SCANTYのボーカル）

### エピソード
- ミチコ時代の開始2回目の放送では、送信所の保守の都合か減力放送が行なわれ（同時に能勢中継局は停波）、大阪平野を外れた地域などでは聴取困難になった。
- aikoはCOUNTDOWN KANSAIのアシスタントDJのオーディションに参加したはずが、姉妹番組のCOUNTDOWN KANSAI TOP40を1人で担当する事となった。
- 番組タイトルをコールする時、「aikoがお送りしているオー…」と口を滑らせたことがある[注 2]。
- 2001年夏頃、aiko[注 3]の代役としてバーバラよねが番組を担当したことがある。

#### 放送内容
- 放送日は2010年3月31日(水) 18:00 - 20:00
- プログラムはアルバム「BABY」の紹介やリスナー参加型の企画「aikoの好きな曲TOP40」（aikoの楽曲のリクエストを募り、上位40曲を発表）など。

### 番組の終焉
aikoは東京に引越し後も生放送にこだわり、毎週来阪していた(他の仕事がある時は、やむなく録音放送だった)が、自身の人気上昇に伴ってスケジュール調整が困難となり、大阪での生放送に支障をきたすことが多くなったことから2001年末に番組を降板。そして3ヶ月後の2002年3月に番組終了。およそ6年5ヶ月の放送にピリオドを打ち『COUNTDOWN KANSAI』も同月で終了し7年の放送にピリオドを打った。

### aikoのCOUNTDOWN KANSAI TOP40として1日限りの復活
番組終了後、FM大阪開局40周年特番として1日限りで復活した。

## 後に放送されたチャート番組
- COUNTDOWN OSAKA（2002年4月〜2005年3月）
- twilight countdown（2005年4月〜2006年9月）
- COUNTDOWN RADIO 851（2006年10月〜2007年8月）
- なんMEGA!（2007年9月[10]〜2009年10月[11]に14時台のコーナー『MINAMI Real Music』として放送）[12]
- PERFECT HITS COLLECTION（2014年10月〜2015年9月に洋楽オンエアチャート『PERFECT HITS CHART』を放送）[13]
- SMASH(ING) FRIDAY (2023年4月〜[14] 『FM OSAKA SMASH HITS 10』のコーナーにて放送。邦楽を含めた総合チャート放送は上記のなんMEGA!『MINAMI Real Music』以来約15年ぶりとなる。）[15]

| エフエム大阪 オリジナルチャート番組 | エフエム大阪 オリジナルチャート番組 | エフエム大阪 オリジナルチャート番組 |
| 前番組                              | 番組名                              | 次番組                              |
| ----------------------------------- | ----------------------------------- | ----------------------------------- |
| Jay-Land Shuffle Count Down 30!     | COUNTDOWN KANSAI                    | COUNTDOWN OSAKA                     |